# Ферлан Менди
Ферлан Сина Менди (фр. Ferland Sinna Mendy; Ивлин, 8. јун 1995) професионални је француски фудбалер пореклом из Сенегала који тренутно игра у шпанској Ла лиги за Реал Мадрид и репрезентацију Француске на позицији левог бека.